# Howland Center
Howland Center és una concentració de població designada pel cens dels Estats Units a l'estat d'Ohio. Segons el cens del 2000 tenia 6.481 habitants.

## Demografia
Segons el cens del 2000, Howland Center tenia 6.481 habitants, 2.462 habitatges, i 1.925 famílies. La densitat de població era de 619,4 habitants per km².
Dels 2.462 habitatges en un 32,3% hi vivien nens de menys de 18 anys, en un 66,9% hi vivien parelles casades, en un 8,4% dones solteres, i en un 21,8% no eren unitats familiars. En el 19,6% dels habitatges hi vivien persones soles el 7,6% de les quals corresponia a persones de 65 anys o més que vivien soles. El nombre mitjà de persones vivint en cada habitatge era de 2,6 i el nombre mitjà de persones que vivien en cada família era de 2,98.
Per edats la població es repartia de la següent manera: un 23,8% tenia menys de 18 anys, un 6% entre 18 i 24, un 25,6% entre 25 i 44, un 29,5% de 45 a 60 i un 15,1% 65 anys o més.
L'edat mediana era de 42 anys. Per cada 100 dones de 18 o més anys hi havia 92,6 homes.
La renda mediana per habitatge era de 52.317 $ i la renda mediana per família de 59.485 $. Els homes tenien una renda mediana de 42.278 $ mentre que les dones 29.232 $. La renda per capita de la població era de 24.180 $. Aproximadament l'1,2% de les famílies i el 2% de la població estaven per davall del llindar de pobresa.

## Poblacions més properes
El següent diagrama mostra les poblacions més properes.